# Hister curtatus
Hister curtatus är en skalbaggsart som beskrevs av J. E. Leconte 1844. Hister curtatus ingår i släktet Hister och familjen stumpbaggar. Inga underarter finns listade i Catalogue of Life.